# Освальд Веблен
Освальд Веблен (англ. Oswald Veblen; 24 червня 1880 — 10 серпня 1960) — американський математик, геометром та тополог, чиї роботи знайшли застосування в атомній фізиці та теорії відносності. У 1905 році він довів теорему про кривих Жордана; хоча довгий час це вважалося першим суворим доказом теореми, багато хто зараз також вважає суворим доказ Каміля Жордана.

## Раннє життя
Веблен народився Декорі, штат Айова. Його батьками були Ендрю Андерсон Веблен (1848—1932), професор фізики в Університеті Айови, та Кірсті (Хоуген) Веблен (1851—1908). Дядей Веблена був Торстейн Веблен, відомий економіст та соціолог.
Освальд ходив до школи Айова-Сіті. Він навчався в університеті Айови, де отримав ступінь бакалавра в 1898 році, і в Гарвардському університеті, де в 1900 отримав другий ступінь бакалавра. В аспірантурі він вивчав математику в університеті Чикаго, де в 1903 році отримав ступінь доктора філософії. Його дисертація «Система аксіом для геометрії» була написана під керівництвом Еліакім Гастінгс Мур. Під час Першої світової Веблен служив спочатку капітаном, та був майором у війську США.

## Кар'єра
Веблен викладав математику в університеті Принстона з 1905 по 1932 рік. У 1926 він став професором математики Генрі Б. Файна. У 1932 році він допоміг організувати Інститут перспективних досліджень у Принстоні, залишивши свою професорську посаду, щоб стати першим професором Інституту того ж року. Він залишався професором Інституту до того часу, поки 1950 року став почесним професором.
За роки роботи в Принстоні Веблен та його дружина, Елізабет М. Д. Річардсон, накопичили землі вздовж Принстонського хребта. У 1957 році вони пожертвували 82 акра (33 га) для створення дендрарію Херронтаун Вудс, першого та одного з найбільших природних заповідників у Принстоні, штат Нью-Джерсі.
Веблен був пленарним доповідачем МКМ 1928 року у Болоньї й у 1936 року у Осло.
Веблен помер у Брукліні, штат Мен, у 1960 році у віці 80 років. Після його смерті Американське математичне товариство започаткувало премію його імені, названу Премією Освальда Веблена з геометрії. Вона присуджується раз на три роки і є найпрестижнішою нагородою за визначні дослідження в галузі геометрії.

## Досягнення
За свою кар'єру Веблен зробив важливий внесок у топологію, проєктний та диференціальну геометрію, включаючи результати, важливі для сучасної фізики. Він ввів аксіоми Веблена для проєктивний геометрії та довів теорему Веблена-Янга. Він запровадив функції Веблена для ординарів і використав їх розширення визначення малих і великих ординарів Веблена. Під час Другої світової війни він брав участь у спостереженні за балістичними роботами на Абердинському полігоні, де використовувалися ранні сучасні обчислювальні машини, зокрема, підтримав пропозицію про створення новаторського електронного цифрового комп'ютера ENIAC. У 1912 році він також опублікував роботу про чотириколірну гіпотезу.

## Твори
- O. Veblen, N. J. Lennes. Introduction to infinitesimal analysis; functions of one real variable — John Wiley & Sons, 1907
- O. Veblen, John Wesley Young. Projective geometry — Ginn and Co., Vol. 1, 1910; Vol. 2, 1918
- O. Veblen. Analysis Situs — American Mathematical Society, 1922; 2nd edn. 1931
- O. Veblen. Invariants of Quadratic Differential Forms — Cambridge University Press, 1927
- O. Veblen, J. H. C. Whitehead. The Foundations of Differential Geometry — Cambridge University Press, 1932
- O. Veblen. Projektive Relativitätstheorie — Springer-Verlag, 1933